# 岐洲匠
岐洲 匠（きず たくみ、1997年4月13日 - ）は、日本の俳優、タレント。本名は、田中 諒（）。
愛知県長久手市出身、フォスター所属。

## 略歴
中学時代は勉強が嫌いで、学校にも行かずゲームばかりやっていた。そんな岐洲の将来を案じた母が美容系の専門学校への入学を勧め、中学卒業後は普通科高校と美容専門学校のダブルスクールを行っていた。
2014年、第27回ジュノン・スーパーボーイ・コンテストにおいて明色美顔ボーイ賞を受賞。これをきっかけに芸能界からの勧誘が来たが、美容師として身を立てることを志していたためその時は勧誘を断った。
一緒にコンテストに出ていた渡邉剣が『動物戦隊ジュウオウジャー』に、西銘駿が『仮面ライダーゴースト』に出演して、自身と同期だった彼らがいつのまにかヒーローになっていることに衝撃を受ける。専門学校で尊敬していた先輩に相談したら「美容師は資格を取ればいつでもなれるけれど、ヒーローは今がチャンスなんじゃない」と背中を押してもらった。そうしてジュノン編集部の関係者に頼み込み、スカウトを断った事務所に連絡を入れて貰った。
2017年に『宇宙戦隊キュウレンジャー』で本格的に俳優としてデビューした。

## 人物
特技は水泳。美容とネイルが趣味で、高校に通いながら夜間は中日美容専門学校へ通っており、同校のブログに載ったこともある。その他の趣味には、ボルダリングと料理を挙げている。
美容師を志した理由として、人を美しくすることだけでなく自分磨きのためだという考えを持っており、ジュノンボーイコンテストに応募したのもその一環であった。その後、美容師免許を取得している。
自身の性格について、人見知りで小声で喋ると述べている。『宇宙戦隊キュウレンジャー』で演じたラッキーはハイテンションなキャラクターであったため、テンションを維持したまま演技するのが難しかったが、次第にキャラクターの性格が移ってきたという。一方、変身後のスーツアクターを務めた高田将司は自身と性格が似ており、言葉になっていないフィーリングでうまくいっていたと述べている。メイン監督の柴﨑貴行は、岐洲について「素直な子」と評している。
ゲーム好きであり、それが高じて自身のYouTubeチャンネルを開設しさまざまなゲームを自らプレーして配信している。
中学時代はバレーボール部に所属し、県大会ベスト8位に入賞している。
弟がいる。

## 出演

### テレビドラマ
- 宇宙戦隊キュウレンジャー（2017年2月12日 - 2018年2月4日、テレビ朝日） - 主演・ラッキー / シシレッド 役[15]
  - 仮面ライダーエグゼイド 第24話（2017年3月26日、テレビ朝日） - ラッキー / シシレッド 役
- チア☆ダン（2018年7月13日 - 9月14日、TBS） - 木田隆 役
- こんな未来は聞いてない（2018年10月12日 - 12月15日、フジテレビ） - 相川真之介 役
- 僕の初恋をキミに捧ぐ（2019年1月19日 - 3月2日、テレビ朝日） - 神尾耕太郎 役
- インハンド 第4話（2019年5月3日、TBS） - 緒田貴成 役
- FLY! BOYS, FLY! 僕たち、CAはじめました（2019年9月24日、関西テレビ・フジテレビ） - 郷田勇一 役
- 世にも奇妙な物語 '20秋の特別編「イマジナリーフレンド」（2020年11月14日、フジテレビ） - 二見健吾 役[16]
- ももいろ あんずいろ さくらいろ（2021年2月21日 - 3月28日、朝日放送テレビ） - 黒田哲也 役[17]
- アンラッキーガール!（2021年10月7日 - 12月9日、読売テレビ） - 藤良男 役 [18]
- 大河ドラマ どうする家康 第41回 -（2023年10月22日 - 、NHK） - 結城秀康 役[19]
- 佐原先生と土岐くん（2023年12月1日 - 2024年2月2日、毎日放送） - 主演・佐原一狼 役（八村倫太郎とダブル主演）[20]
- 366日（2024年4月8日 - 6月17日、フジテレビ） - 木嶋康介 役
- 令和の三英傑!（2024年12月11日・18日、中京テレビ・日本テレビ） - 石田順平 役[21]
- パラレル夫婦 死んだ"僕と妻"の真実（2025年4月1日 - 6月17日、関西テレビ・フジテレビ） - 今井茂 役[22]

### 配信ドラマ
- from Episode of スティンガー 宇宙戦隊キュウレンジャー ハイスクールウォーズ（2017年9月9日 - 10月15日、東映特撮ファンクラブ） - ラッキー / シシレッド 役
- 運命から始まる恋 -You are my Destiny-（2020年2月12日 - 4月15日、全10話、フジテレビオンデマンド / YOUKU） - 一条慶 役[23][注 1]
- イケMEN!〜3分だけのキュン彼氏〜 第3話（2021年11月25日、Spotify、オーディオドラマ） - 無口なSP彼氏・トウヤ 役[24]

### 映画
- スーパー戦隊シリーズ（東映）
  - 劇場版 動物戦隊ジュウオウジャーVSニンニンジャー 未来からのメッセージ from スーパー戦隊（2017年1月14日） - シシレッドの声 役
  - 仮面ライダー×スーパー戦隊 超スーパーヒーロー大戦（2017年3月25日） - 主演・ラッキー / シシレッド 役
  - 宇宙戦隊キュウレンジャー THE MOVIE ゲース・インダベーの逆襲 （2017年8月5日） - 主演・ラッキー / シシレッド 役
- 青夏 きみに恋した30日（2018年8月1日、松竹） - 菅野祐真 役
- BLOOD CLUB DOOLS 2（2020年7月11日、NEGA、ムービック）
- 七人の秘書 THE MOVIE（2022年10月7日、東宝）- 九十九四郎 役
- さよならモノトーン（2023年10月6日、らんくう） - 安本悠介 役

### オリジナルビデオ
- スーパー戦隊シリーズ（東映ビデオ） - ラッキー / シシレッド 役
  - 宇宙戦隊キュウレンジャー Episode of スティンガー（2017年10月25日発売）
  - 宇宙戦隊キュウレンジャーVSスペース・スクワッド（2018年8月8日発売）[25]
  - ルパンレンジャーVSパトレンジャーVSキュウレンジャー（2019年8月21日発売）

### 舞台
- 里見八犬伝（2019年10月14日 - 12月8日、館山・千葉県南総文化ホール 大ホール / 東京・なかのZERO 大ホール / 大阪・梅田芸術劇場メインホール / 福岡・福岡サンパレス / 愛知・名古屋文理大学文化フォーラム / 東京凱旋・明治座） - 犬田 小文吾 悌順 役
- 巌流島（2020年）(中止)[注 2]
- ミュージカル「るろうに剣心 京都編」（2020年11月3日 - 12月15日、 IHIステージアラウンド東京）- 相楽左之助 役（中止）[注 3]
  - ミュージカル「るろうに剣心 京都編」（2022年5月17日 - 6月24日、IHIステージアラウンド東京）[30]
- 魔界転生（2021年4月7日 - 11日、刈谷市総合文化センター / 4月16日 - 28日、博多座 / 5月18日 - 28日、明治座 [注 4]/ 6月2日 - 11日、新歌舞伎座） - 小栗丈馬 役
- フランケンシュタイン-cry for the moon-（2022年1月7日 - 16日、紀伊國屋サザンシアター TAKASHIMAYA / 1月20日 - 23日、COOL JAPAN PARK OSAKA TTホール） - ビクター・フランケンシュタイン 役[32]
- エン＊ゲキシリーズ#06 即興音楽舞踏劇「砂の城」（2022年10月15日 - 30日、紀伊國屋ホール / 11月3日 - 13日、ABCホール） - レオニダス 役[33]
- 笑わせんな（2024年2月8日 - 18日、本多劇場）[34]
- ライチ☆光クラブ 2025（2025年1月10日 - 26日、IMM THEATER） - タミヤ 役[35]
- 朗読劇「夢の値段」（2025年4月24日 - 29日、シアター・アルファ東京）[36]
- ネルケ×悪童会議プロジェクト「絢爛とか爛漫とか」（2025年9月11日 - 28日〈予定〉、新宿シアタートップス） - 諸岡一馬 役[37]
- 忠臣蔵（2025年12月12日 - 28日〈予定〉、明治座 / 2026年1月3日 - 6日〈予定〉、御園座 / 1月17日〈予定〉、富山県民会館 / 1月24日 - 27日〈予定〉、梅田芸術劇場 メインホール） - 片岡源五右衛門 役[38]

### テレビ番組
- 極上空間（2017年4月22日、BS朝日）

### ウェブ番組
- エレチャン -ELEMENTARY CHANNEL-（YouTube）
  - 【大号泣】元ヒーロー同士が罰ゲームをかけたスマブラガチ対決！（2019年5月27日）
  - 【見えない絆】ラッキー×スティンガー 撮影秘話やプライベートまで！裏話満載のほろ酔いトーク（2019年6月3日）
  - エレチャン特別企画第二弾！今明かされる牛丼の歌の全貌！！（2019年7月22日）
  - 大集合!!宇宙戦隊キュウレンジャー忘年会!!（2019年12月30日）
  - まさかの展開!? 嘘つきは誰だ!!人狼大会（2020年1月6日）

### ドラマCD
- 宇宙戦隊キュウレンジャー オリジナルサウンドトラック サウンドスター1 - 3（2017年） - ラッキー / シシレッド 役

### ミュージック・ビデオ
- 岸洋佑 「ついてnothing」(2023年6月) - となりのヤンキー役

### 広告
- 駿台「ポスター」

## 作品

### 写真集
- キズナ（2018年8月24日、主婦の友社）ISBN 978-4391152210

### キャラクターソング
| 発売日  | 商品名                                      | 歌                              | 楽曲               | 備考                                           |
| 2018年  | 2018年                                      | 2018年                          | 2018年             | 2018年                                         |
| ------- | ------------------------------------------- | ------------------------------- | ------------------ | ---------------------------------------------- |
| 1月28日 | 宇宙戦隊キュウレンジャー オールスター全曲集 | シシレッド / ラッキー（岐洲匠） | 「ラッキー SMILE」 | テレビドラマ『宇宙戦隊キュウレンジャー』関連曲 |